# Vujadin Savić
Vujadin Savić (in serbo Вујадин Савић?; Belgrado, 1º luglio 1990) è un ex calciatore serbo, di ruolo difensore, vice allenatore della Stella Rossa.

## Biografia
Anche suo padre Dušan, e suo fratello maggiore Uroš, sono stati dei calciatori.

## Carriera

### Club
Dopo aver giocato nel Rad Belgrado e nella Stella Rossa, nel 2010 passa ai francesi del Bordeaux dove esordisce in Ligue 1 l'8 agosto 2010 in Montpellier-Bordeaux 1-0 nella prima giornata di campionato giocando da titolare tutto l'incontro.
A gennaio 2012 viene prestato alla Dinamo Dresda, nel 2014 invece si trasferisce temporaneamente all'Arminia Bielefeld.
Il 23 gennaio 2015 viene ceduto in prestito fino al termine della stagione al Watford, club della Championship inglese.

## Palmares

### Club

#### Competizioni nazionali
- Coppa di Serbia: 1

Stella Rossa: 2009-2010
- Campionato moldavo: 2

Sheriff Tiraspol: 2015-2016, 2016-2017
- Supercoppa di Moldavia: 1

Sheriff Tiraspol: 2016
- Coppa di Moldavia: 1

Sheriff Tiraspol: 2016-2017
- Campionato serbo: 2

Stella Rossa: 2017-2018, 2018-2019
- Supercoppa di Cipro: 1

APOEL: 2019